# Список премьер-министров Манитобы
Премьер-министр Манитобы, или Премьер Манитобы (англ. Premier of Manitoba) — глава исполнительной власти провинции Манитоба (Канада). Манитоба получила статус провинции в 1870 году, однако в первые годы лейтенант-губернатор Манитобы фактически осуществлял руководство исполнительной ветвью власти сам, назначая министров и провинциальных секретарей по собственному усмотрению. Фактически первым премьер-министром ответственного правительства стал в 1874 году Марк-Амабль Жирар, назначенный на эту должность после отставки предыдущего правительственного кабинета. Тем не менее на сайтах Избирательной комиссии Манитобы и Законодательного собрания Манитобы трое политиков из предшествующих составов правительства (в том числе и Жирар) фигурируют в качестве премьер-министров провинции.
До 1888 года, когда в провинции было введено тайное голосование, премьер-министры Манитобы официально считались независимыми политиками. Начиная с 1888 года 9 премьеров представляли Консервативную партию, 5 — Новую демократическую партию, 4 — Либеральную партию и 1 — Объединённых фермеров Манитобы, а впоследствии Прогрессивную партию.

## Список премьер-министров Манитобы
Легенда
 Прогрессивно-консервативная партия Манитобы
 Либеральная партия Манитобы
 Прогрессивная партия Манитобы
 Новая демократическая партия
 Независимый
 Ныне живущий бывший премьер-министр
 Действующий премьер-министр
| #                             | Портрет                       | Премьер-министр               | Премьер-министр                                                                                       | Назначен | Начало срока                  | Конец срока                   | Сроков                        | С.                            |
| Альтернативные названия поста | Альтернативные названия поста | Альтернативные названия поста | Альтернативные названия поста                                                                         | Альтернативные названия поста | Альтернативные названия поста | Альтернативные названия поста | Альтернативные названия поста | Альтернативные названия поста |
| ----------------------------- | ----------------------------- | ----------------------------- | --- | --- | ----------------------------- | ----------------------------- | ----------------------------- | ----------------------------- |
| 1.                            |                               |                               | Альфред Бойд (провинциальный секретарь/ министр общественных работ и сельского хозяйства) (1835—1908) | Лейтенант-губернатор А. Дж. Арчибальд Общие выборы (1870)                                                                            | 16 сентября 1870              | 14 декабря 1871               |                               | [ 1 ] [ 7 ]                   |
| 2.                            |                               |                               | Марк-Амабль Жирар (провинциальный казначей/ сенатор Канады от Манитобы) (1822—1892)                   | Лейтенант-губернатор А. Дж. Арчибальд                                                                                                | 14 декабря 1871               | 14 марта 1872                 |                               | [ 8 ] [ 9 ]                   |
| 3.                            |                               |                               | Генри Джеймс Кларк (генеральный прокурор) (1833—1889)                                                 | Лейтенант-губернатор А. Дж. Арчибальд                                                                                                | 14 марта 1872                 | 8 июля 1874                   |                               | [ 10 ]                        |
| Официальные премьер-министры  |                               |                               | | |                               |                               |                               |                               |
| (2).                          |                               |                               | Марк-Амабль Жирар (1822—1892)                                                                         | Лейтенант-губернатор Александр Моррис                                                                                                | 8 июля 1874                   | 3 декабря 1874                |                               | [ 8 ] [ 9 ]                   |
| 4.                            |                               |                               | Роберт Аткинсон Дэвис (1841—1903)                                                                     | Лейтенант-губернатор Александр Моррис Общие выборы (1874)                                                                            | 3 декабря 1874                | 16 октября 1878               | 1                             | [ 11 ] [ 12 ]                 |
| 5.                            |                               |                               | Джон Норкуэй (1841—1889)                                                                              | Лейтенант-губернатор Ж.-Э. Кошон Общие выборы (1878) Общие выборы (1879) Общие выборы (1883) Общие выборы (1886)                     | 16 октября 1878               | 24 декабря 1887               | 3½                            | [ 13 ] [ 14 ]                 |
| 6.                            |                               |                               | Дэвид Говард Гаррисон (1843—1905)                                                                     | Лейтенант-губернатор Дж. К. Эйкинс                                                                                                   | 26 декабря 1887               | 19 января 1888                |                               | [ 15 ] [ 16 ]                 |
| 7.                            |                               |                               | Томас Гринуэй (1838—1908)                                                                             | Лейтенант-губернатор Дж. К. Эйкинс Общие выборы (1888) Общие выборы (1892) Общие выборы (1896)                                       | 19 января 1888                | 6 января 1900                 | 3½                            | [ 17 ]                        |
| 8.                            |                               |                               | Хью Макдональд (1850—1929)                                                                            | Общие выборы (1899) | 10 января 1900                | 29 октября 1900               | ½                             | [ 18 ]                        |
| 9.                            |                               |                               | Родмонд Роблин (1853—1937)                                                                            | Лейтенант-губернатор Д. Х. Макмиллан Довыборы (1900) Общие выборы (1903) Общие выборы (1907) Общие выборы (1910) Общие выборы (1914) | 29 октября 1900               | 12 мая 1915                   | 4½                            | [ 19 ] [ 20 ]                 |
| 10.                           |                               |                               | Тобайас Норрис (1861—1936)                                                                            | Лейтенант-губернатор Д. К. Камерон Общие выборы (1915) Общие выборы (1920)                                                           | 12 мая 1915                   | 8 августа 1922                | 2                             | [ 21 ] [ 22 ]                 |
| 11.                           |                               |                               | Джон Брэкен (1883—1969)                                                                               | Общие выборы (1922) Общие выборы (1927) Общие выборы (1932) Общие выборы (1936) Общие выборы (1941)                                  | 8 августа 1922                | 14 января 1943                | 4½                            | [ 23 ]                        |
| 12.                           |                               |                               | Стюарт Гарсон (1898—1977)                                                                             | Законодательное собрание 21-го созыва Общие выборы (1945)                                                                            | 14 января 1943                | 13 ноября 1948                | 1½                            | [ 24 ]                        |
| 13.                           |                               |                               | Дуглас Ллойд Кэмпбелл (1895—1995)                                                                     | Законодательное собрание 22-го созыва Общие выборы (1949) Общие выборы (1953)                                                        | 13 ноября 1948                | 30 июня 1958                  | 2½                            | [ 25 ]                        |
| 14.                           |                               |                               | Дафферин Роблин (1917—2010)                                                                           | Общие выборы (1958) Общие выборы (1959) Общие выборы (1962) Общие выборы (1966)                                                      | 30 июня 1958                  | 27 ноября 1967                | 3½                            | [ 26 ]                        |
| 15.                           |                               |                               | Уолтер Уэйр (1929—1985)                                                                               | Законодательное собрание 28-го созыва                                                                                                | 27 ноября 1967                | 15 июля 1969                  | ½                             | [ 27 ]                        |
| 16.                           |                               |                               | Эдвард Шрейер (род. 1935)                                                                             | Общие выборы (1969) Общие выборы (1973)                                                                                              | 15 июля 1969                  | 24 ноября 1977                | 2                             | [ 28 ]                        |
| 17.                           |                               |                               | Стерлинг Лайон (1927—2010)                                                                            | Довыборы (1977) | 24 ноября 1977                | 17 ноября 1981                | 1                             | [ 29 ]                        |
| 18.                           |                               |                               | Говард Поли (1934—2015)                                                                               | Общие выборы (1981) Общие выборы (1986)                                                                                              | 30 ноября 1981                | 9 мая 1988                    | 2                             | [ 30 ]                        |
| 19.                           |                               |                               | Гэри Филмон (род. 1942)                                                                               | Общие выборы (1988) Общие выборы (1990) Общие выборы (1995)                                                                          | 9 мая 1988                    | 5 октября 1999                | 3                             | [ 31 ]                        |
| 20.                           |                               |                               | Гэри Дуэр (род. 1948)                                                                                 | Общие выборы (1999) Общие выборы (2003) Общие выборы (2007)                                                                          | 5 октября 1999                | 19 октября 2009               | 3                             | [ 32 ]                        |
| 21.                           |                               |                               | Грег Селинджер (род. 1951)                                                                            | Законодательное собрание 39-го созыва Общие выборы (2011)                                                                            | 19 октября 2009               | 3 мая 2016                    | 1½                            | [ 33 ]                        |
| 22.                           |                               |                               | Брайан Паллистер (род. 1954)                                                                          | Общие выборы (2016) Общие выборы (2019)                                                                                              | 3 мая 2016                    | 1 сентября 2021               | 1½                            | [ 34 ]                        |
| 23.                           |                               |                               | Келвин Гёрцен (род. 1969)                                                                             | Законодательное собрание 42-го созыва                                                                                                | 1 сентября 2021               | 2 ноября 2021                 |                               |                               |
| 24.                           |                               |                               | Хизер Стефансон (род. 1970)                                                                           | Законодательное собрание 42-го созыва                                                                                                | 2 ноября 2021                 | 18 октября 2023               | ½                             |                               |
| 25.                           |                               |                               | Ваб Кинью (род. 1981)                                                                                 | Законодательное собрание 43-го созыва                                                                                                | 18 октября 2023               |                               |                               |                               |